# ポール・ベル
ポール・ベル（Paul Bell、1980年6月24日 - ）は、南アフリカ共和国出身の野球選手。ポジションは内野手。右投右打。

## 来歴
2002年まではミルウォーキー・ブリュワーズ傘下のA級に所属していた。2003年にはドイツのブンデスリーガ Cologne Cardinalsでプレーしている。現在は国内リーグでプレー。
2006年のWBCでは南アフリカ代表に選出され、思い切りのいい打撃で一番打者としてプレーし活躍、特に初戦のカナダ戦ではエリック・ベダードらから二本の二塁打を含む3打数3安打4打点を記録しチームの善戦に貢献した。